# Anfiteatro romano di Ancona
L'anfiteatro romano di Ancona, situato tra i colli Guasco e dei Cappuccini, costituisce, dopo l'arco di Traiano, l'opera architettonica di epoca romana più importante della città.
Lo scavo è pressoché completato nel settore meridionale, dove è visibile un lungo tratto del muro di cinta (ambitus), l'ingresso principale (porta pompae) e alcuni ingressi per gli spettatori. Nel settore settentrionale, al contrario, lo scavo è rimasto interrotto ed ha riportato alla luce soltanto una parte della cavea.
Nel 2025 il parco archeologico dell'anfiteatro romano di Ancona è entrato a far parte della rete dei musei nazionali italiani, sotto la gestione della Direzione regionale dei Musei delle Marche; ciò ha comportato la programmazione di regolare apertura al pubblico e la ripresa degli scavi.

## Descrizione

### Aspetto originario

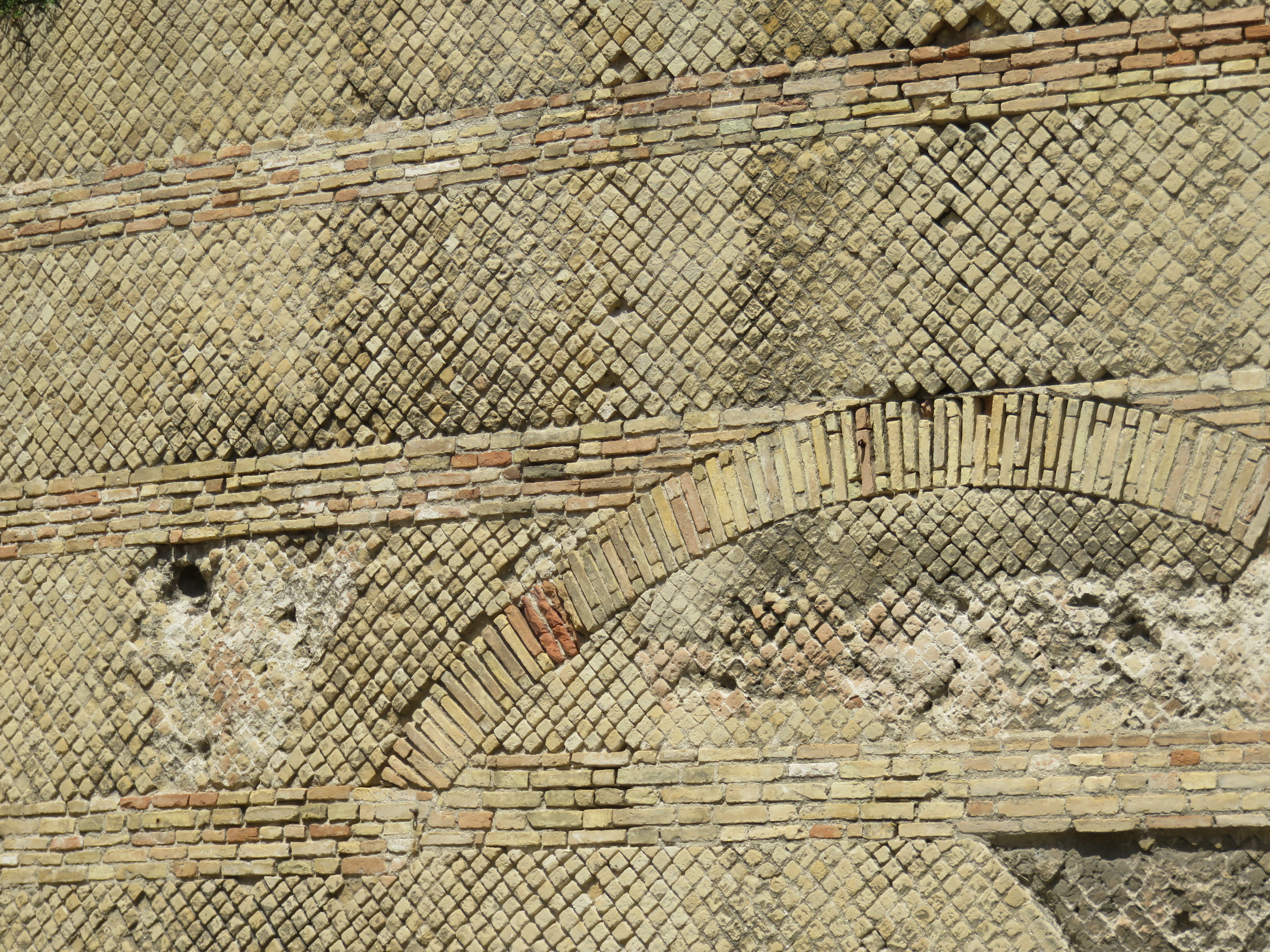
Particolare del paramento esterno, con opus reticulatum e opus latericium.

La caratteristica più notevole dell'anfiteatro di Ancona è l'abile sfruttamento della morfologia del terreno. La tipologia tradizionale di questo genere di edifici risulta rispettata nel complesso, ma adattata alle particolarità orografiche del sito: un piano inclinato situato sulla sella tra due colli: il Colle Guasco e il Colle dei Cappuccini.
Le dimensioni dell'ellisse, non perfettamente regolare per adattarsi alle condizioni del terreno, erano di m 93 x 74, mentre l'arena era di m 52 x 35; l'orientamento dell'asse maggiore è da nord-est a sud-ovest. Attorno all'ellisse si trovavano contrafforti radiali di rinforzo, utilizzati forse anche per ampliare la cavea sovrapponendovi gradinate. L'esterno ospitava nicchie tutto intorno e la muratura era realizzata con la tecnica dell'opus mixtum, con paramento, dunque, in opus reticulatum e in opus latericium.
Vi erano due ingressi all'arena, situati ai due estremi dell'asse maggiore dell'ellisse: la porta pompae, destinato all'ingresso della processione gladiatoria, e la porta libitinensis, consacrata alla dea che presiedeva il passaggio all'aldilà, da cui uscivano i gladiatori moribondi e morti durante i combattimenti. Esistevano inoltre diversi ingressi utilizzati dagli spettatori, che conducevano ai vari settori della cavea; a volte questi ingressi non erano dotati di scale, ma arrivavano direttamente nel settore, sfruttando la pendenza naturale del terreno.
La cavea, con le sue 20 gradinate disposte su 3 ordini, poggiava a nord-est sulla roccia marnosa, tagliata per accogliere la struttura, e a sud-ovest su volte cementizie costruite in elevato. Si stima che la struttura potesse accogliere tra gli 8.000 e i 10.000 spettatori. Dalle gradinate più alte si poteva vedere il mare su due lati: verso nord-est il mare aperto e verso sud-ovest il porto. L'edificio si trova a poche decine di metri dalle rupi orientali del promontorio su cui sorge Ancona, a circa 50 metri sul livello del mare.
La cavea era coperta da un velarium, come prova l'esistenza dei fori per i pali di sostegno.
Ad ovest della porta pompae era addossato un altro edificio romano, forse una scuola gladiatoria, con pavimentazioni in mosaico ed una natatio, ossia una piccola piscina.

### Aspetto attuale
Attualmente l'anfiteatro comprende due settori di diversa leggibilità e impatto visivo: uno verso piazza del Senato ed uno affacciato su via Birarelli. 

#### Settore verso Piazza del Senato

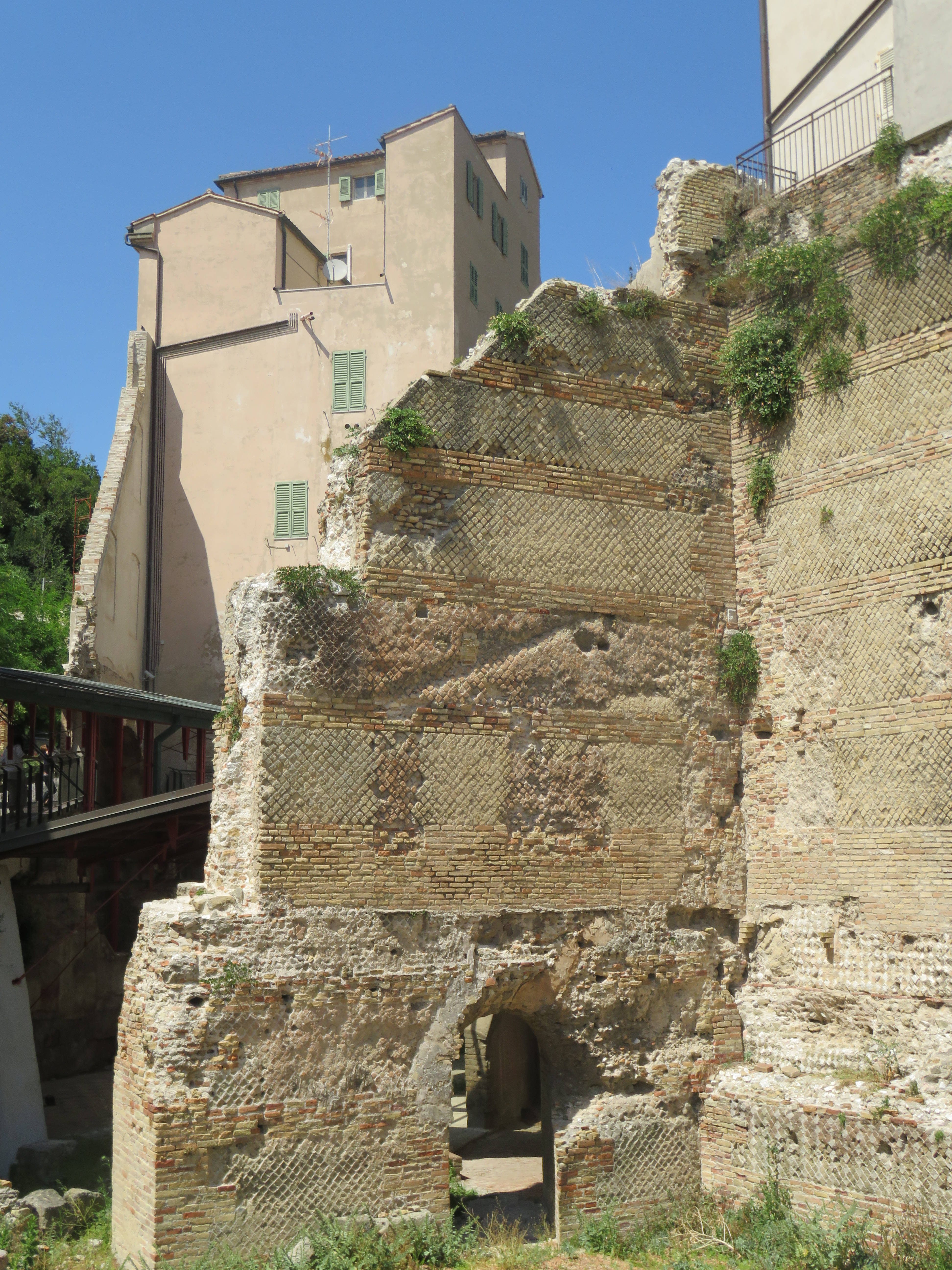
Un contrafforte di epoca traianea, nel settore di piazza del Senato.

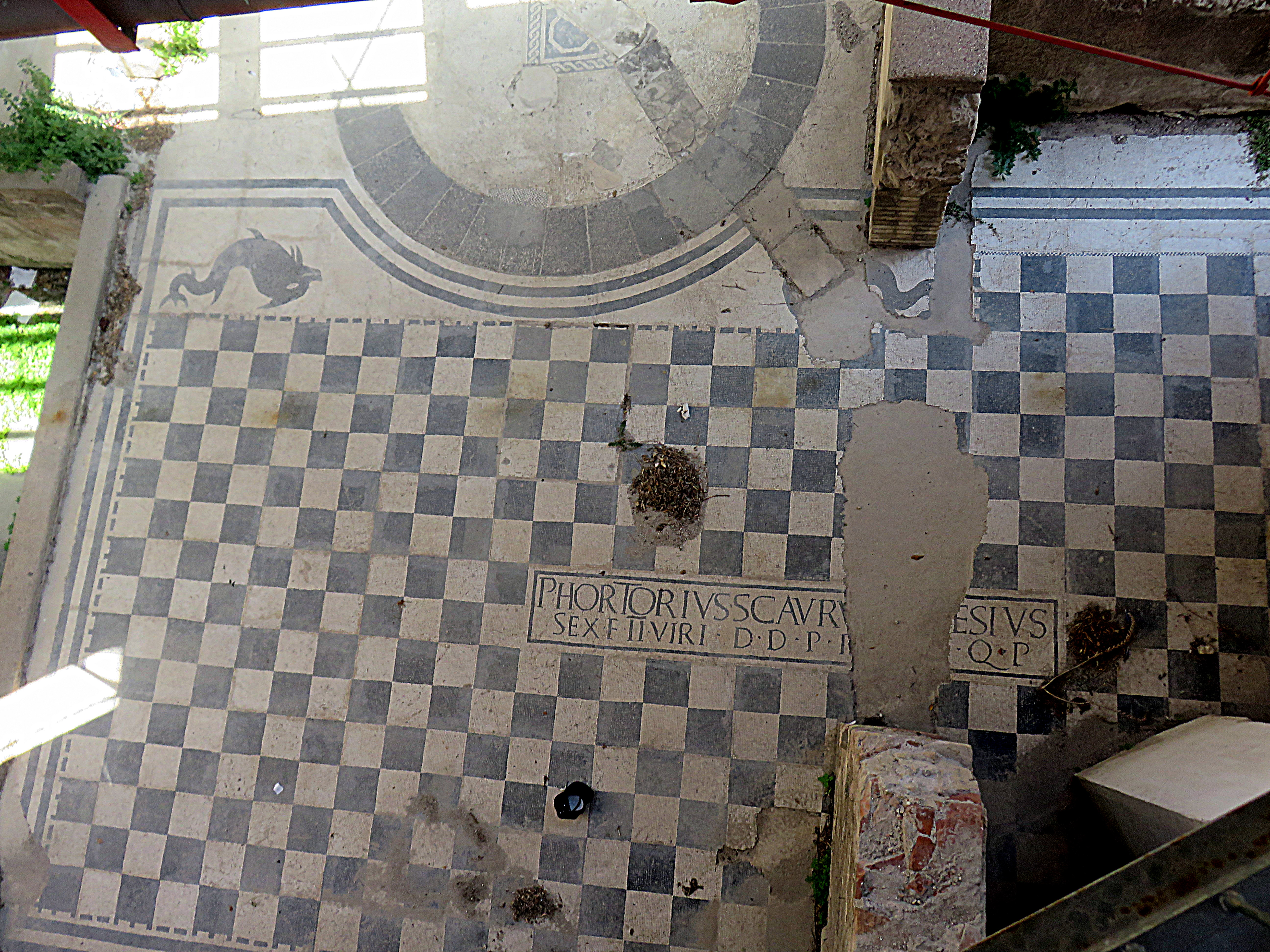
Locali interpretati come scuola gladiatoria, nel settore di piazza del Senato.

Nel settore verso piazza del Senato l'anfiteatro appare in tutta la sua imponenza, con un largo tratto dell'ellisse, decorato con fasce alternate di opus reticulatum e di opus latericium; vi si apre l'ingresso principale all'arena, la porta pompae, detto in città "Arco Bonarelli", dal nome della famiglia nobiliare che aveva il palazzo in quest'area.
Sono ben visibili anche due contrafforti radiali, di cui uno quasi dell'altezza originaria. Inoltre, percorrendo via Pio II, sono visibili due ingressi riservati agli spettatori. Dell'edificio addossato a sinistra della porta pompae sono visibili la natatio, le pavimentazioni (a mosaico, con scacchiera e figure di delfini, a opera spicata e ad esagonette), un'iscrizione in mosaico e resti di affreschi. I resti di questo edificio sono protetti da una tettoia moderna. 
Sotto ai mosaici di questa zona gli scavi hanno portato alla scoperta di una strada risalente all'epoca della colonia greca. All'interno di palazzo Bonarelli, su via Pio II, è visibile un altro tratto dell'ellisse, con alcune nicchie.
Perfettamente sovrapposti al muro di cinta romana, sono presenti edifici di abitazione di epoche successive, fenomeno comune su strutture romane simili. All'interno di questi edifici sono visibili le gradinate della cavea.

#### Settore verso via Birarelli

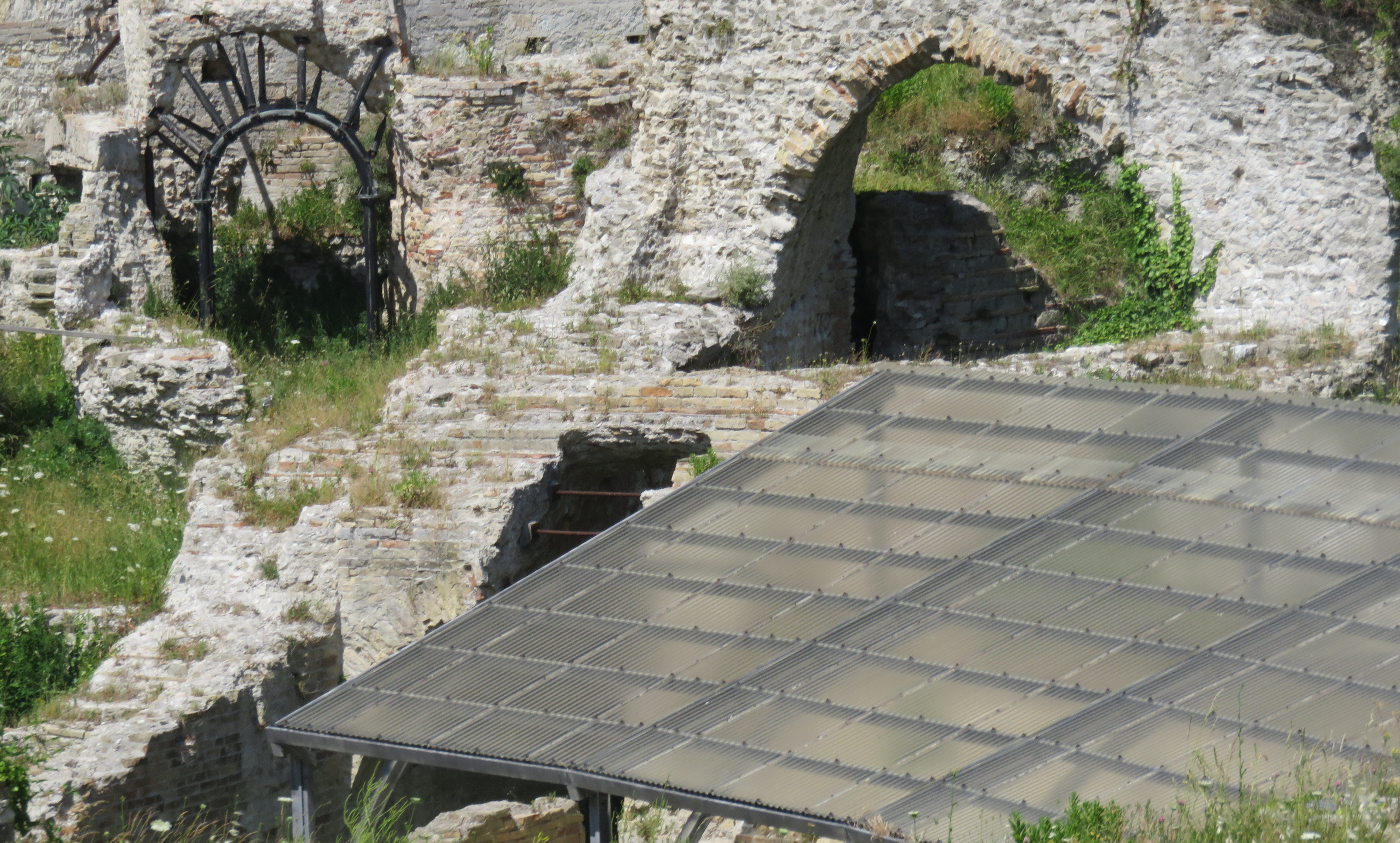
La porta libitinensis, nel settore di via Birarelli.

Nel settore visibile da via Birarelli, lo scavo è rimasto interrotto ed ha riportato alla luce soltanto una parte della cavea, coperta da una tettoia protettiva, la porta libitinensis, l'arco di un ingresso per gli spettatori e un limitato settore dell'arena. 
Il resto di questo settore è di difficile lettura, occupato com'è dalle fondazioni di edifici successivi all'epoca romana, demoliti negli anni Settanta del Novecento per permettere di riportare alla luce l'anfiteatro, cosa poi non avvenuta se non parzialmente. 
Si è infatti compiuta la scelta di rispettare le fondazioni degli edifici demoliti, come testimonianza storica.
Alcune strutture dell'anfiteatro sono presenti nel sagrato e all'interno della chiesa di San Gregorio; esse però non sono visibili al pubblico.

## Storia

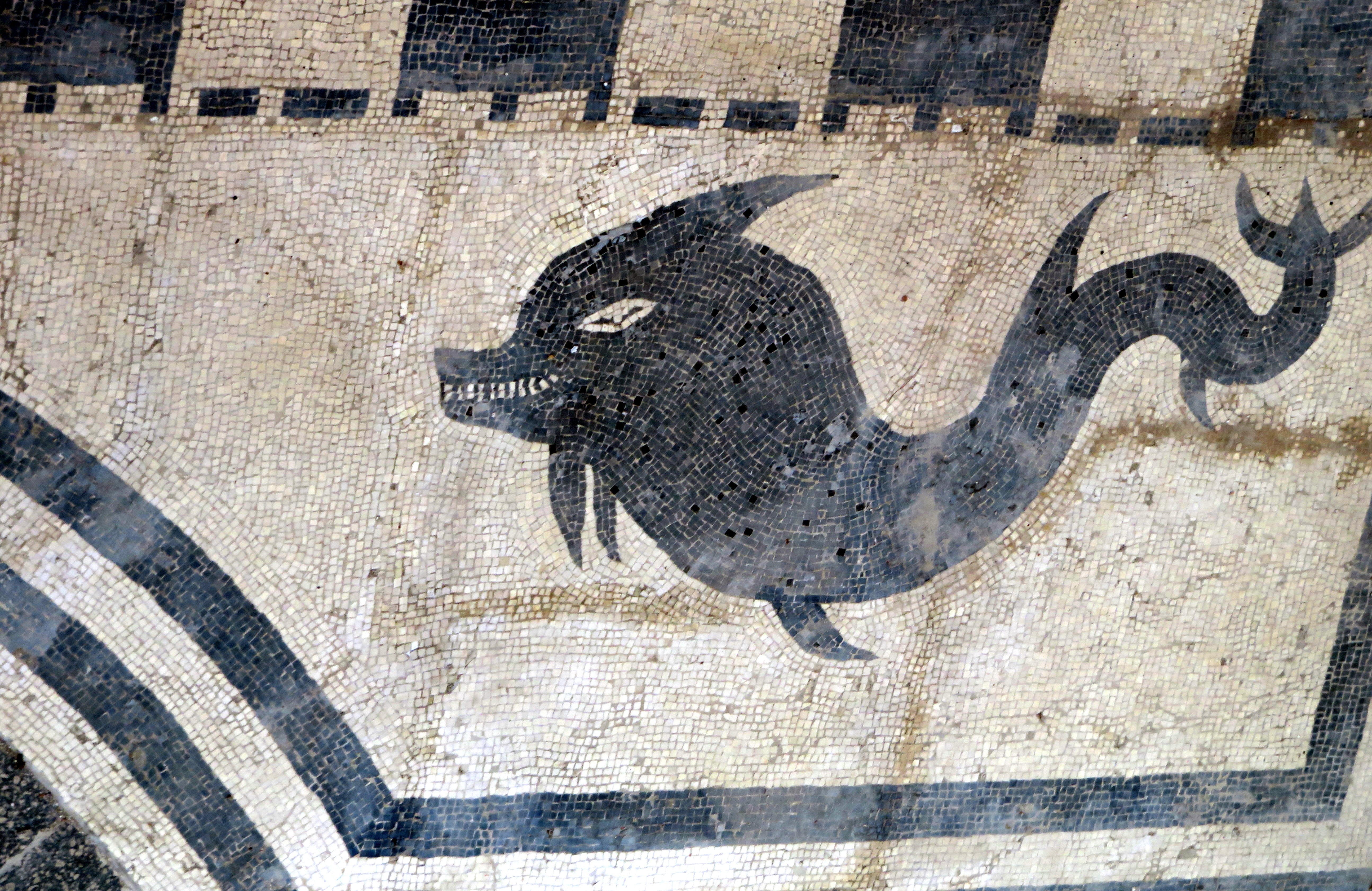
Mosaico della scuola gladiatoria; particolare con delfino.

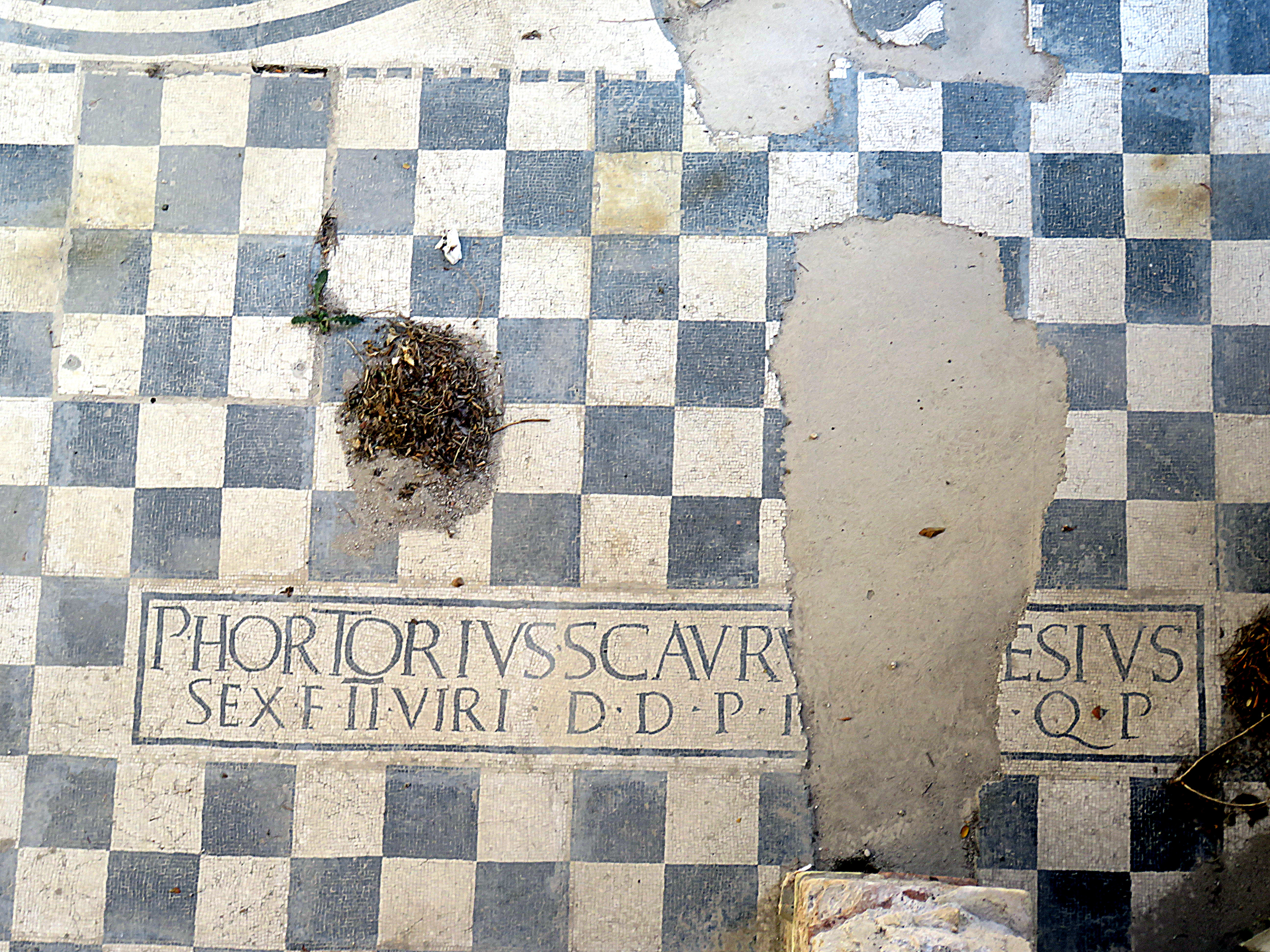
Mosaico della scuola gladiatoria; particolare con iscrizione.

Forse la parte più interna dell'anfiteatro, a conci quadrati, apparteneva ad un teatro del periodo greco. 
Si suppone che il nucleo della costruzione sia del periodo di Ottaviano Augusto, verso la fine del I secolo a.C.; durante il periodo di Traiano (I secolo d.C. - II secolo d.C.) sarebbe stato poi ampliato, per adeguarlo all'espansione urbana che la città visse in quell'epoca.
L'abbandono dell'edificio avvenne presumibilmente nel VI secolo d.C. Nel settore meridionale, fin dal Medioevo, vennero costruiti direttamente sull'ellisse esterna edifici di abitazione, poi rimaneggiati fra il XVII e il XVIII secolo; si tratta dei fabbricati tuttora esistenti e restaurati; la forma dell'edificio antico rimase comunque ancora ben percepibile. Nel settore settentrionale, al contrario, le strutture dell'anfiteatro vennero completamente occultate tra i secoli XV e il XVII dalla costruzione del convento e della chiesa di San Bartolomeo, successivamente adibiti a carcere cittadino.
Fu riscoperto nel 1810 grazie all'opera dell'abate e storico Antonio Leoni che arrivò alla scoperta riconoscendo la tecnica muraria romana nel muro di cinta e nel grande arco di ingresso all'interno degli edifici della famiglia nobiliare Bonarelli. Nel 1930 iniziarono gli scavi, grazie all'intervento della Soprintendenza ai Beni Archeologici delle Marche; a quest'epoca risale la riscoperta di tutto il settore meridionale, senz'altro quello di più immediata lettura e che è in grado di rendere l'idea dell'antica costruzione. 
In seguito a finanziamenti ministeriali appositamente erogati dopo il sisma del 1972 si intervenne nel settore di via Birarelli, dove si demolì il carcere, e si iniziò lo scavo per la riscoperta di questa parte dell'anfiteatro, poi deliberatamente non completato.
Oggi gli antichi edifici che insistono sul settore meridionale dell'anfiteatro sono sede del Segretariato Regionale del Ministero dei Beni Culturali.

## Usi attuali
Dagli anni 2000, la zona archeologica dell'anfiteatro è utilizzata come luogo di incontro dove ascoltare poesie e lirica: vi è stato allestito un teatro all'aperto, che opera durante la stagione estiva ed è utilizzato dal Teatro Antico Unico (TAU) delle Marche, per allestire spettacoli di teatro classico.

## Galleria d'immagini

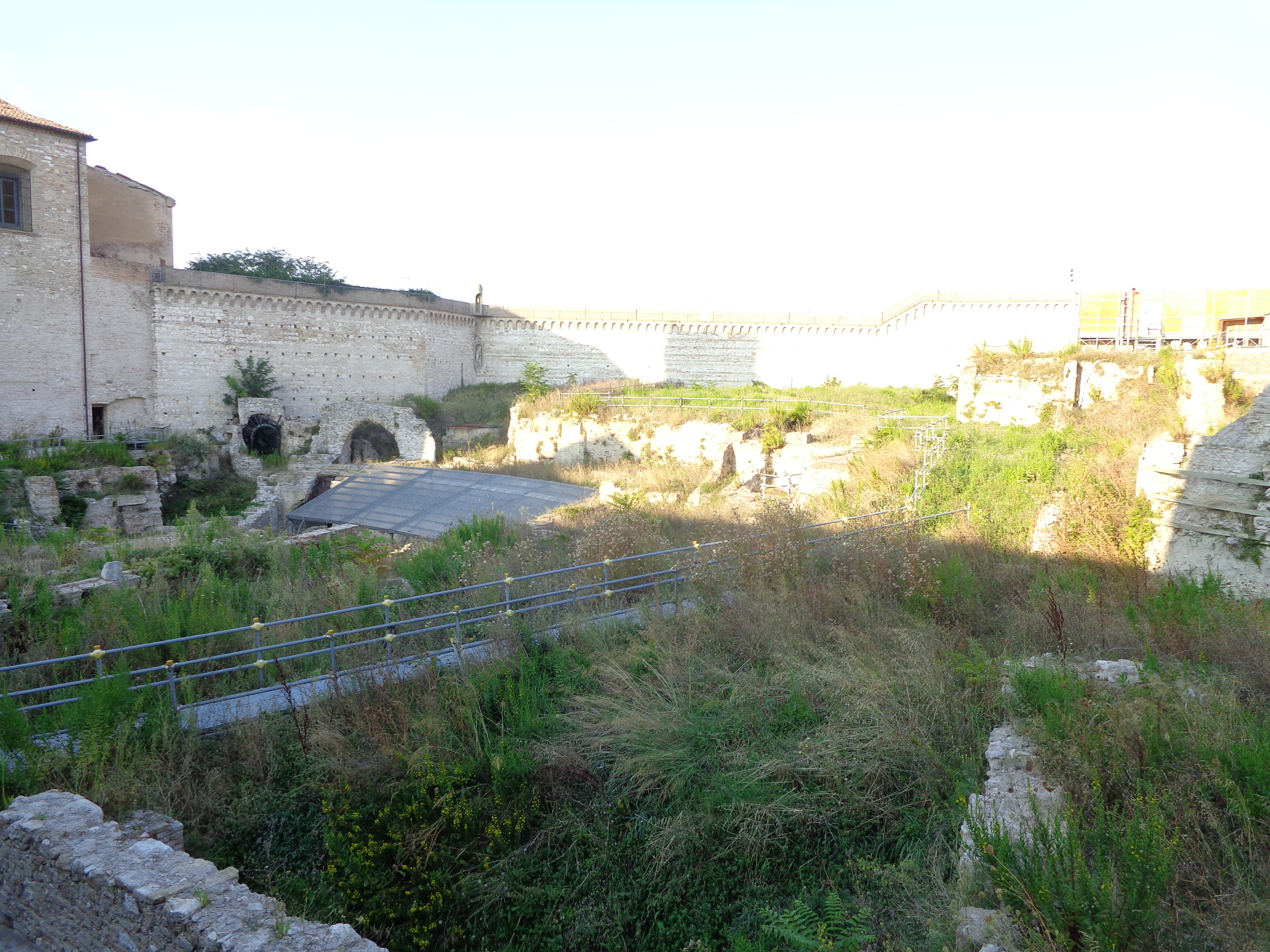
Veduta del settore di via Birarelli
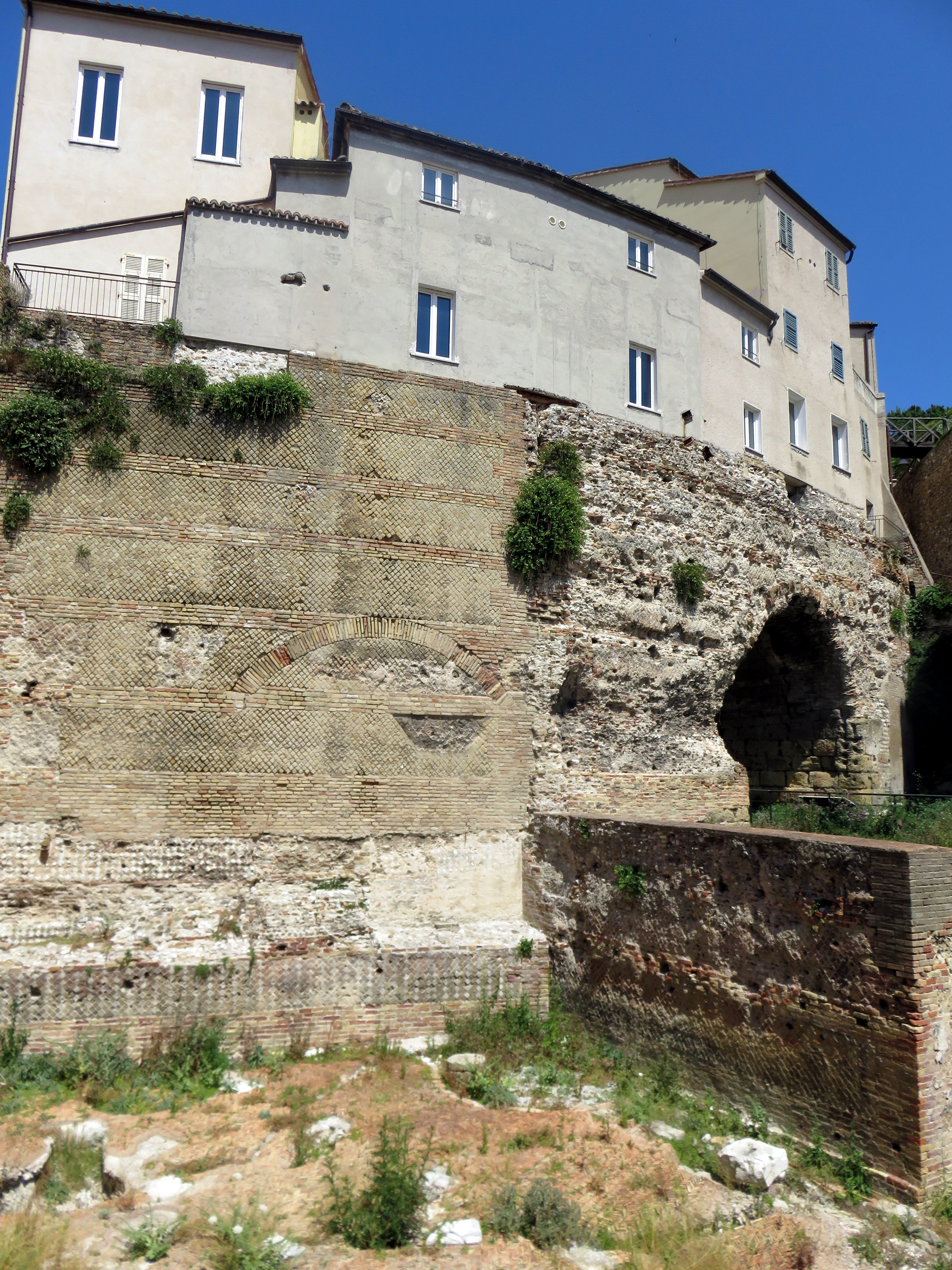
Veduta generale del settore verso Piazza del Senato
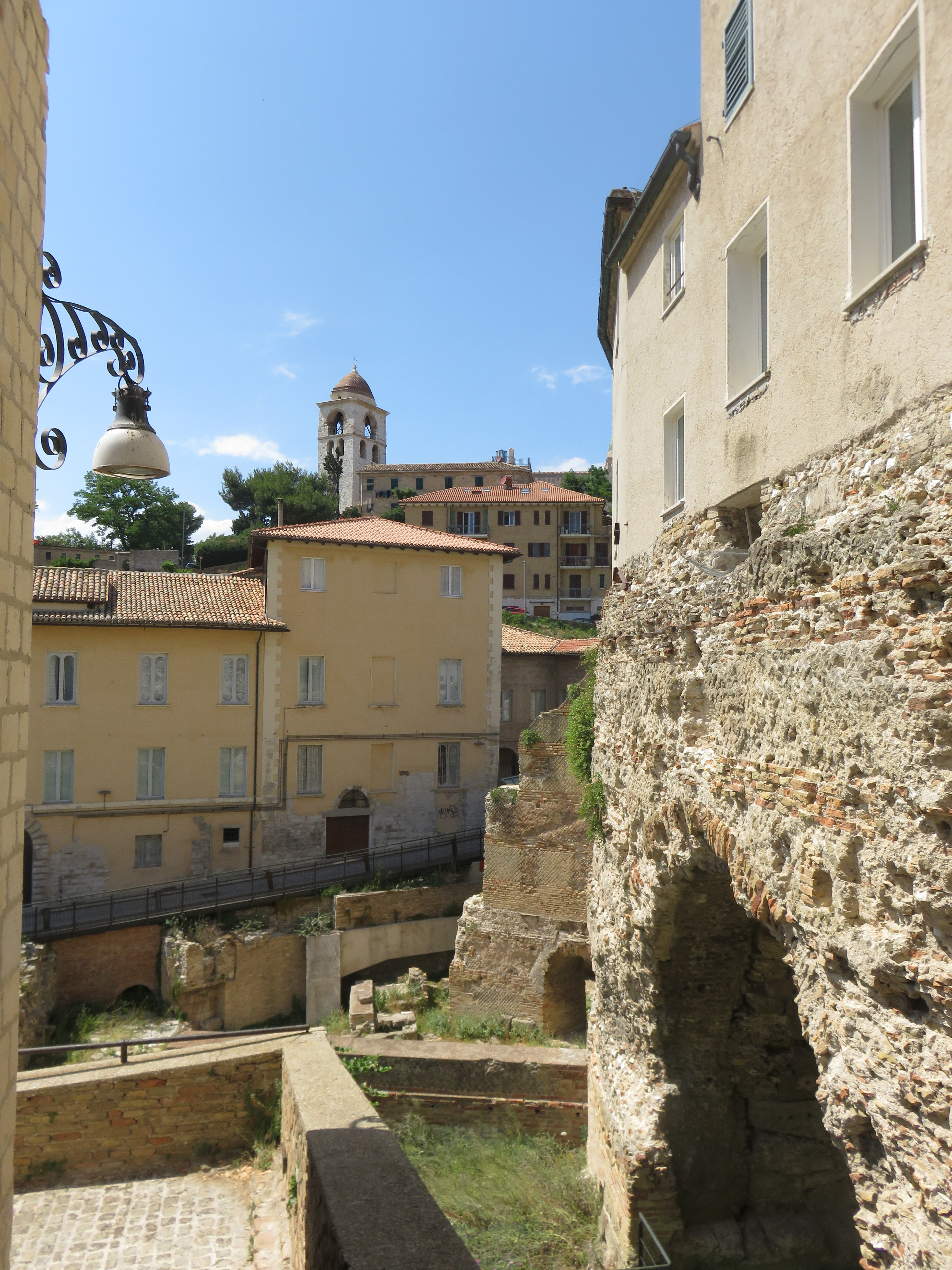
scorcio dal Vicolo delle Carceri
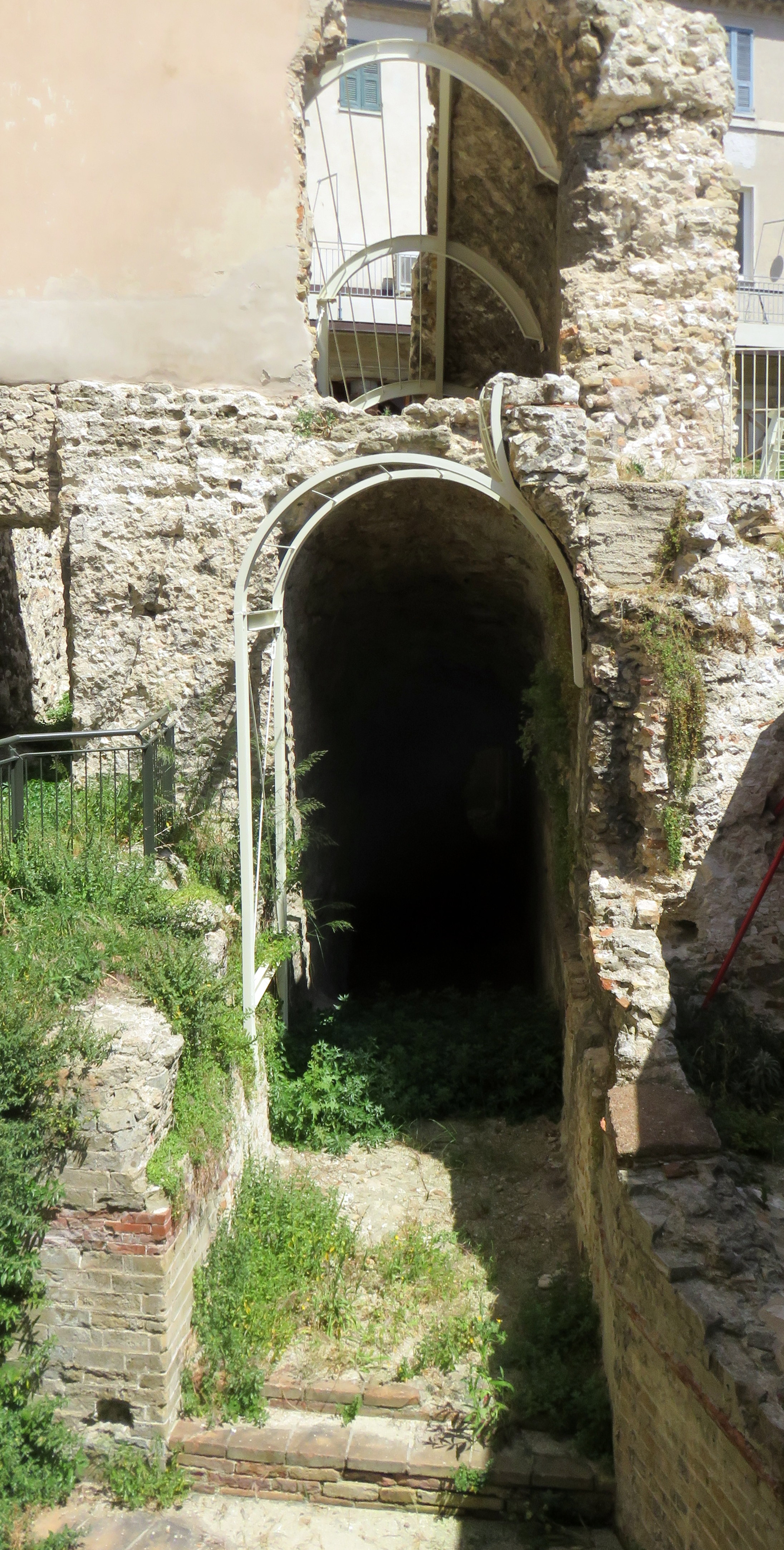
Un ingresso per gli spettatori, in via Pio II